# Barco de Lapuri
O barco de Lapuri (em finlandês Lapurin hylky e em sueco Lapuriskeppet)  é um navio víquingue, que se encontra submerso junto à ilha finlandesa de Lapuri no Golfo da Finlândia. Tem 12 metros de comprimento e 3 metros de largura, encontrando-se num estado de conservação que podia ser melhor. Foi descoberto em 1976 pelo mergulhador Manu Törönen.
Existem várias réplicas do navio, entre as quais uma no Centro Víquingue de Rosala (Rosala Viking Centre), com o nome de Hogland, uma embarcação com um comprimento de 9 metros, uma largura de 2,5 metros e uma deslocação de 2 toneladas.